# Meishu
Meishu er en danskudviklet Kung Fu stilart.
Den er udviklet af Rene Jespersen 8. dan (f. 1963, Danmark), med udgangspunkt i stilarten Shaolin Kung Fu.
Meishu betyder "kunst" – Kung Fu betyder "hårdt arbejde" eller "at arbejde hårdt" – Meishu Kung Fu har derfor en direkte oversættelse: 
"Kunsten ved hårdt arbejde."

## Meishu systemet
I systemet indgår teknikker som
- Tranen (He Xing)
- Ørnen (Yin Xing)
- Tigeren (Hu Xing)
- Slangen (She Xing)
- Knæleren (Tang Lang)
- Long Fist (Chang-Chuang)
- Fuldeteknikken (Zui Quan)

Alle fra Shaolin. Endvidere er der Wing-Chun, Kickboxing, Judo og Ju-jutsu inkorporeret i systemet, som har eksisteret siden 1985.
|  | Denne artikel om et emne der relaterer til en personudførbar aktivitet kan blive bedre, hvis der indsættes et (bedre) billede. Du kan hjælpe ved at afsøge Wikimedia Commons for et passende billede eller lægge et op på Wikimedia Commons med en af de tilladte licenser og indsætte det i artiklen. |